# Asociación de Football de Valparaíso 1931
La Asociación de Football de Valparaíso 1931 fue la 35.º edición de la máxima categoría de la Asociación de Football de Valparaíso, institución de fútbol de la ciudad de Valparaíso, Chile. La liga contó con 9 equipos, y el campeón fue Everton, que alcanzó el título por segunda vez.
El Estadio El Tranque y la cancha del Valparaíso Sporting Club, ubicados en la vecina ciudad de Viña del Mar, acogieron todos los encuentros, debido a que el Estadio Valparaíso de Playa Ancha estaba en construcción.

## Desarrollo

### Clasificación
| Pos. | Equipo                     | Pts. | PJ |
| ---- | -------------------------- | ---- | -- |
| 1    | Everton                    | 12   | 8  |
| 1    | Deportivo Las Zorras       | 12   | 8  |
| 3    | Sportiva Italiana          | 8    | 8  |
| 3    | La Cruz                    | 8    | 8  |
| 3    | Unión Española de Deportes | 8    | 8  |
| 3    | Valparaíso Ferroviarios    | 8    | 8  |
| 7    | Cosmopolita                | 7    | 8  |
| 8    | Santiago Wanderers         | 5    | 8  |
| 9    | Jorge V                    | 4    | 8  |

 Fuente: Asifuch

### Final por el campeonato
Debido al empate en primer lugar, una final para definir el título tuvo que ser programada en la cancha 1 del Valparaíso Sporting Club, en Viña del Mar entre Everton y Deportivo Las Zorras.
| 15 de agosto de 1931 | Everton                    | 2-0 | Deportivo Las Zorras | Valparaíso Sporting Club, Viña del Mar |                               |
|                      | - Iturrieta 10' - Peña 23' |     |                      | Árbitro(s): Humberto Reginato          | Árbitro(s): Humberto Reginato |

|                 |
| Campeón Everton |
| 2.do título     |